# ریوو براووو (تگزاس)
ریو براوو، تگزاس (به انگلیسی: Rio Bravo, Texas) یک شهر در ایالات متحده آمریکا با جمعیت ۴٬۷۹۴ نفر است که در تگزاس واقع شده‌است.

## موقعیت جغرافیایی
موقعیت جغرافیایی شهرها و مناطق اطراف به شرح زیر است: